# 和平里北街站
和平里北街站是一个位于中国北京市东城区和平里街道和平里西街、和平里北街交叉口，属于北京地铁5号线的地铁车站。車站色調為黃色。

## 位置
这个站位于和平西街与和平里北街交汇口南侧。车站因此得名。

## 车站结构

### 车站楼层
这座车站为地下车站，岛式站台设计。本站月台北端设有一条存车线。
| 地面层          | 出入口                    | A—D出入口                                |
| 地下一层 站厅层 | 站厅                      | 票务服务、自动售票机、一卡通充值、便利店 |
| 地下二层 站台层 |                           | █ 5号线往天通苑北（和平西桥）            |
| 地下二层 站台层 | 岛式站台，左側開门        |                                          |
| 地下二层 站台层 | █ 5号线往宋家庄（雍和宫） |                                          |

### 站厅

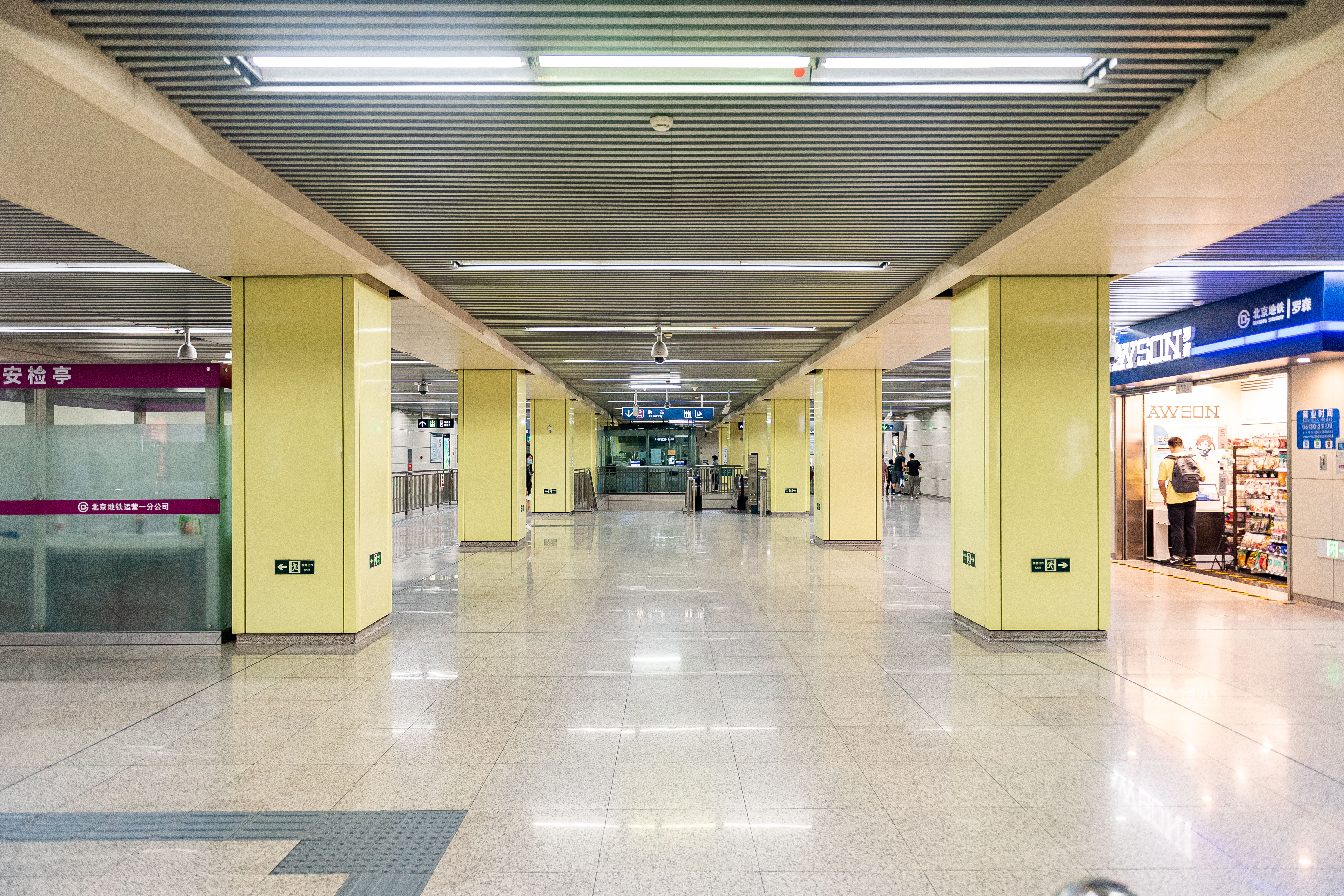
站厅（2021年7月摄）

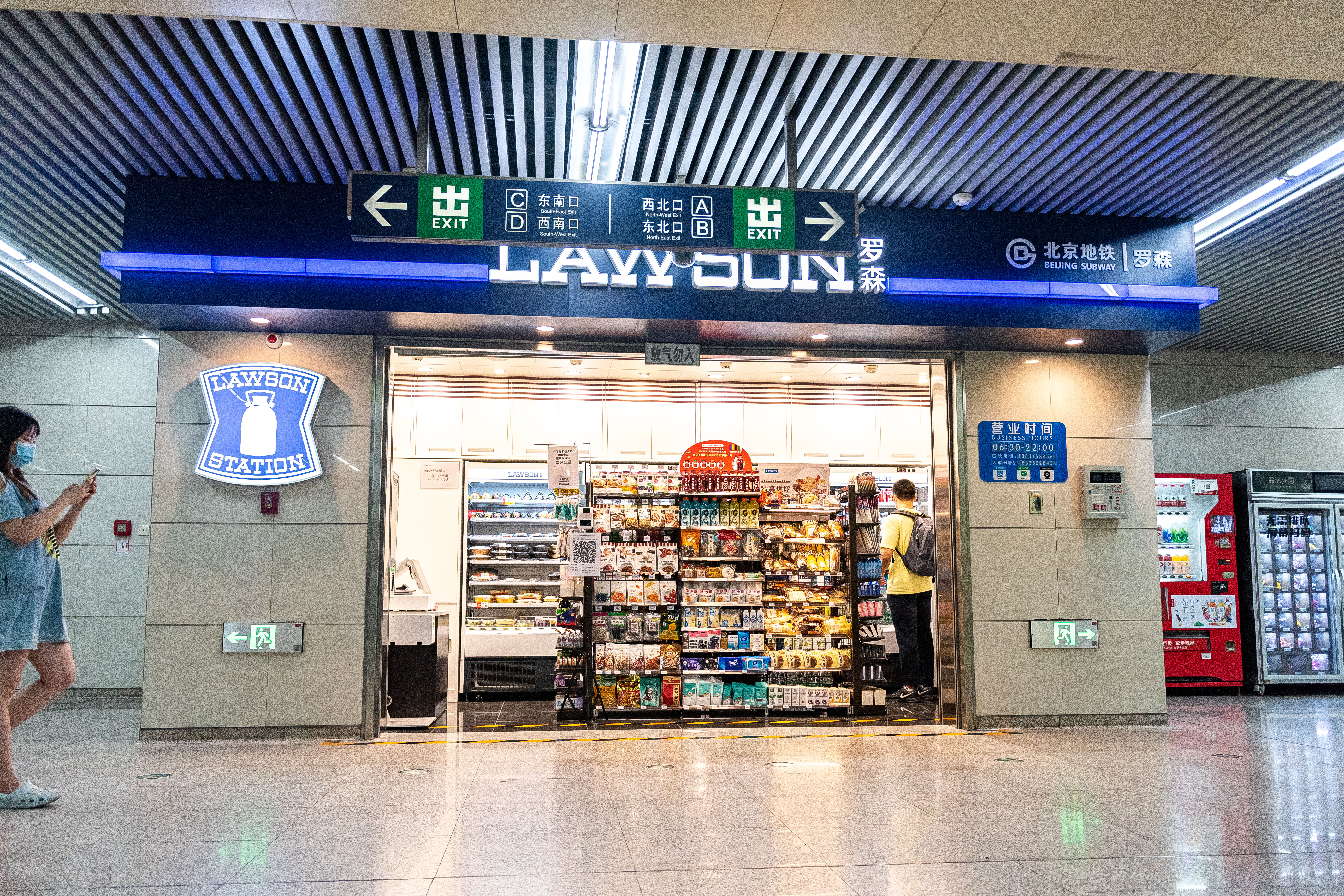
站厅付费区内的罗森便利店

本站的站厅位于和平里西街地下，付费区内于2021年7月25日开设罗森便利店。

## 出口
这座车站有5个出入口：A1（西北）、A2（西北，在和平里北街北侧）、B（东北）、C（东南）、D（西南）
|                               |                    |                                                |      |            |
| 编号                          | 指示               | 建议前往的目的地                               | 照片 | 无障碍设施 |
| 出口 · A · 1                  | 和平里北街（南侧） | 地坛北里小区                                   |      | 不適用     |
| 出口 · A · 2 · 轮椅升降台标志 | 和平里北街（北侧） | 兴化东里                                       |      |            |
| 出口 · B · 轮椅升降台标志     | 和平里北街（南侧） | 和平里二区                                     |      |            |
| 出口 · C                      | 和平里西街（东侧） | 和平里三区和平里第一小学、人力资源和社会保障部 |      | 不適用     |
| 出口 · D                      | 和平里西街（西侧） | 地坛公园                                       |      | 不適用     |
| 註： 設有輪椅升降台           |                    |                                                |      |            |